# Fünfte Nationalversammlung in Nafplio
Die Fünfte Nationalversammlung in Nafplio (griechisch: Ε΄ Εθνοσυνέλευση Ναυπλίου), die am 5. Dezember 1831 in Argos begann und am 15. März 1832 in Nafplio endete, war ein entscheidendes Ereignis in der Geschichte des modernen Griechenlands. Sie fand nach der Ermordung des ersten Gouverneurs, Ioannis Kapodistrias, statt und wählte dessen Bruder Augustinos Kapodistrias als interimistischen Nachfolger für die Übergangszeit bis zur Ankunft des designierten Königs, Otto von Wittelsbach.
Die Versammlung markierte damit den Übergang von der revolutionären Selbstverwaltung zur Einführung einer geplanten konstitutionellen Monarchie.

## Historischer Hintergrund
Die Vorgänger der Fünften Nationalversammlung waren die Erste Nationalversammlung in Epidauros (1821–1822), die Zweite Nationalversammlung in Astros (1823), die Dritte Nationalversammlung in Troizen (1827) und die Vierte Nationalversammlung in Argos (1829).

Nachdem die Griechische Revolution erfolgreich verlaufen war, erfolgte die internationale Anerkennung des griechischen Staates durch das Londoner Protokoll vom 10. März 1830.

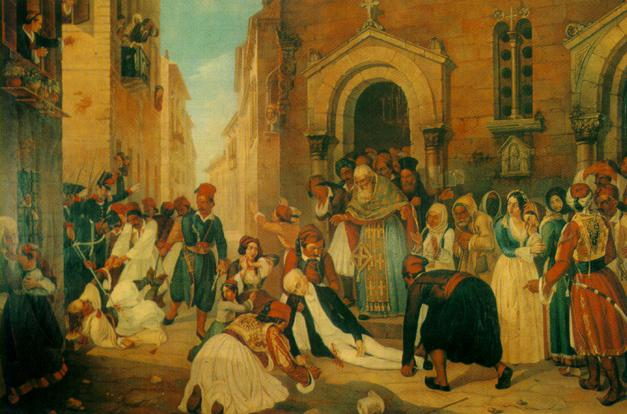
Die Ermordung von Ioannis Kapodistrias, Gemälde von Dionysos Tsokos

Nur kurze Zeit später, im September 1831, wurde der damalige Gouverneur Ioannis Kapodistrias ermordet. Parallel dazu hatte Leopold von Sachsen-Coburg und Gotha seine ursprüngliche Kandidatur für den griechischen Thron bereits im Juni 1830 zurückgezogen. Diese Ereignisse führten zu einem plötzlichen Machtvakuum in Griechenland.
Auf Betreiben der Schutzmächte England, Frankreich und Russland wurde die Fünfte Nationalversammlung einberufen. Sie wurde am 5. Dezember 1831 in Argos eröffnet und später im März 1832 nach Nafplion verlegt.

## Inhalt der Versammlung
Die Fünfte Nationalversammlung, die letzte ihrer Art im griechischen Unabhängigkeitskrieg, akzeptierte die Entscheidung der Großmächte, den bayerischen Prinzen Otto von Wittelsbach zum König von Griechenland zu ernennen.
Zudem verabschiedete die Versammlung eine neue Verfassung, die sogenannte „Hegemonische Verfassung“.

## Folgen der Versammlung

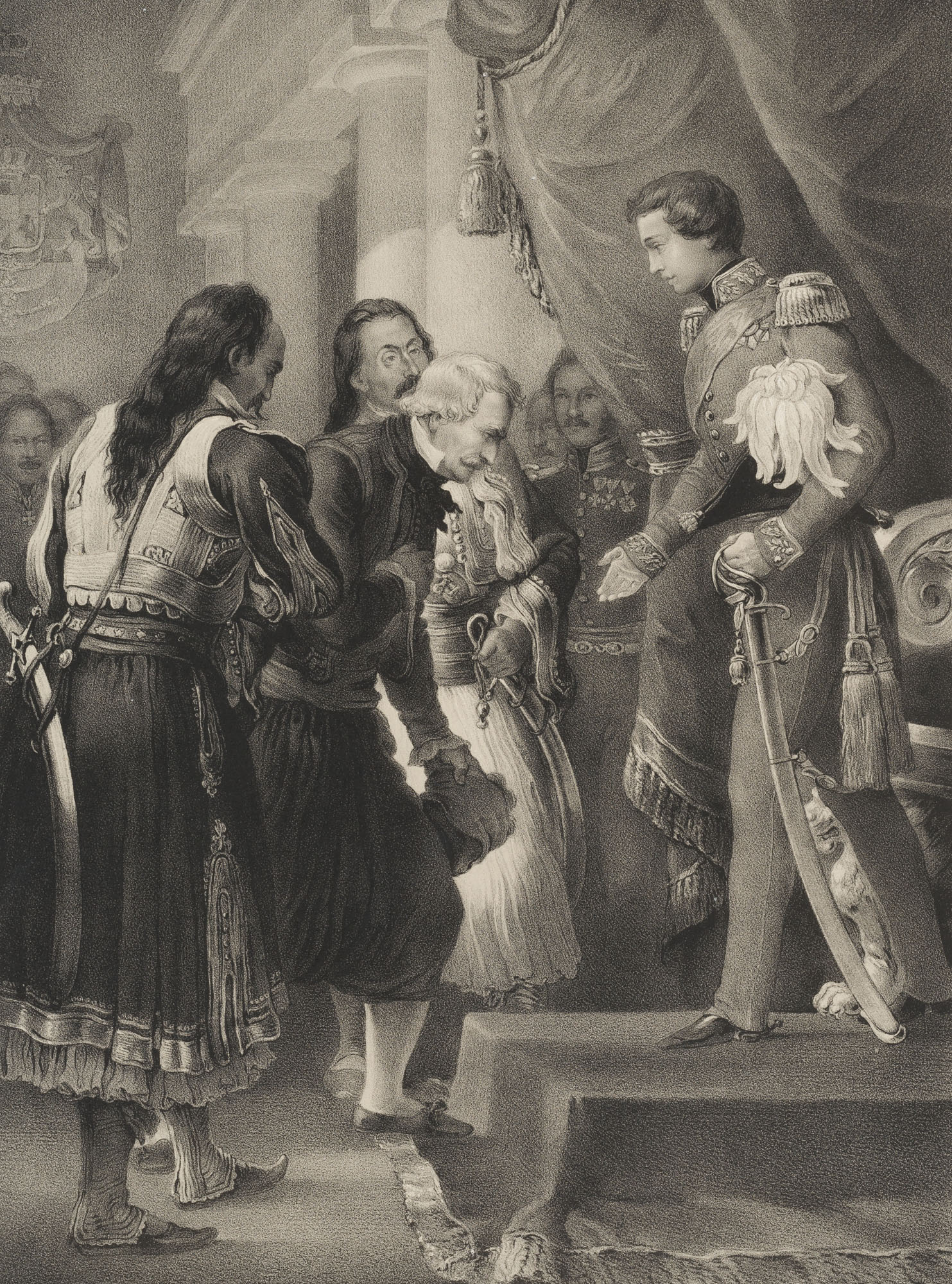
Die griechische Regierungs-Kommission: Admiral Miaoulis, die Generäle Kosta Botsaris und Dimitris Plapoutas huldigen am 15. Oktober 1832 ihrem König Otto I; Graphik von Peter von Hess & Johann Baptist Kuhn.

Am 24. August 1832 wurde ein dreiköpfiges Komitee unter der Leitung von Kostas Botsaris, Dimitrios Plapoutas und Andreas Miaoulis gebildet, das die Aufgabe erhielt, nach München zu reisen und Otto offiziell den griechischen Thron anzubieten.
Um die Regierungsgeschäfte bis zur Ankunft Ottos in Griechenland zu führen, übernahm im April 1832 ein Verwaltungskomitee die Nachfolge der Fünften Nationalversammlung.

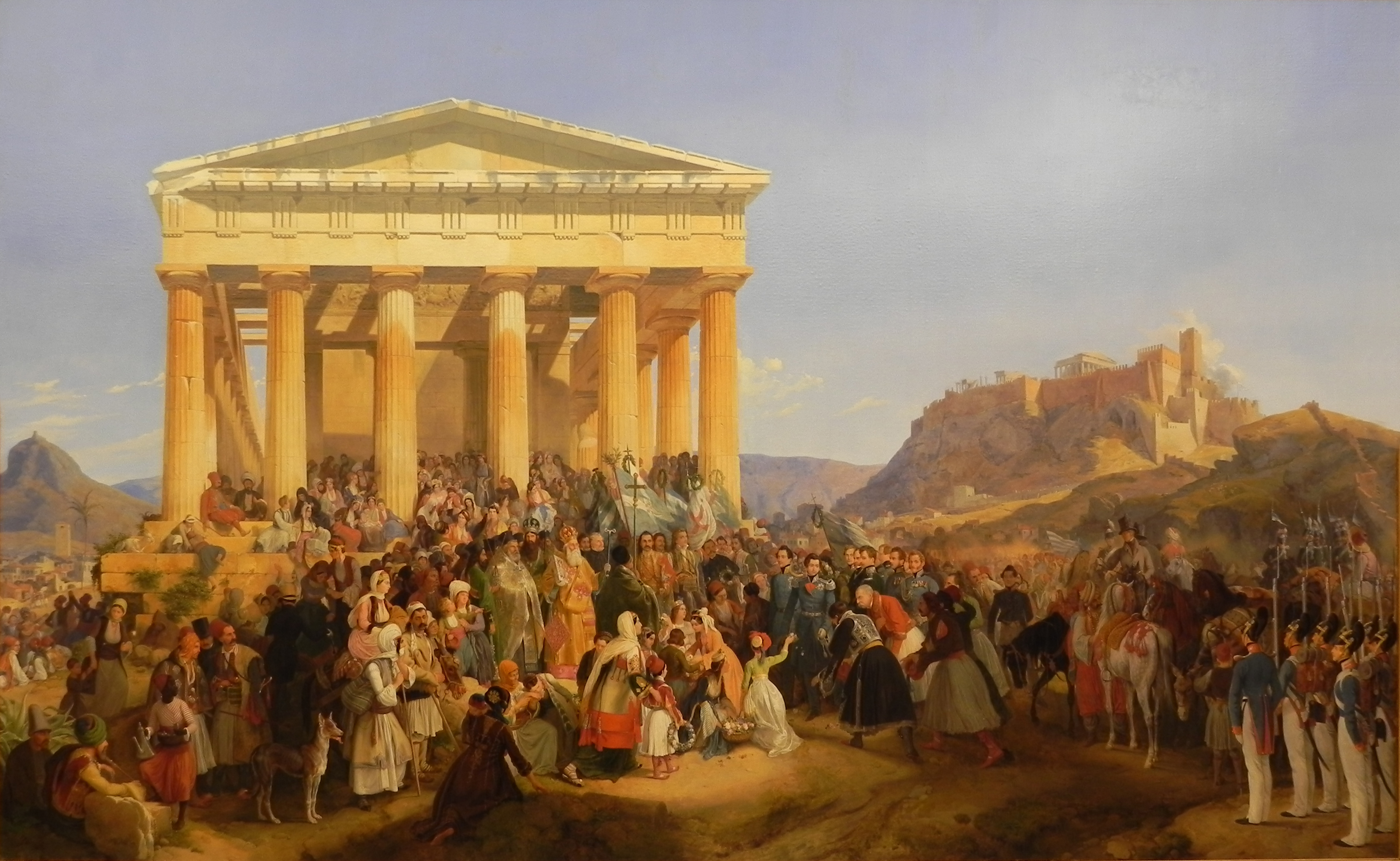
Peter v Hess Empfang König Otto in Athen

Nach Ottos Ankunft in Griechenland im Februar 1833 wurde diese Verfassung weder von der Regentschaft, die bis 1835 regierte, noch von Otto selbst, der als absoluter Herrscher agierte, berücksichtigt. Eine tatsächlich wirksame Verfassung erhielt Griechenland erst nach der Revolution des 3. September 1843.